# کتک علیا
کَتَک علیا، روستایی است از توابع بخش گندمان شهرستان بروجن در استان چهارمحال و بختیاری ایران.مردم این روستا از طایفه زراسوند بختیاری میباشند.

## جمعیت
این روستا در دهستان گندمان قرار داشته و براساس آخرین سرشماری مرکز آمار ایران که در سال ۱۳۸۵ صورت گرفته، جمعیت آن ۶۳ نفر (۱۸خانوار) بوده‌است.